# District de Montaigu (Vendée)
Pour les articles homonymes, voir District de Montaigu.
Le district de Montaigu est une ancienne division territoriale française du département de la Vendée de 1790 à 1795.
Il était composé des cantons de Montaigu, les Brouzils, les Herbiers, Mortagne, Mouchamp, Rocheservière, Saint Fulgent et Tiffauges.